# Csapat hosszútávúszás a 2013-as úszó-világbajnokságon
A csapat hosszútávúszás versenyt a 2013-as úszó-világbajnokságon július 25-én rendezték meg. Háromfős csapatok indultak, kettő férfi és egy női.

## Érmesek
| Arany                                                           | Ezüst                                                                     | Bronz                                                        |
| Thomas Lurz · Christian Reichert · Isabelle Härle · Németország | Antonios Fokaidis · Spyridon Gianniotis · Kalliopi Araouzou · Görögország | Allan do Carmo · Samuel de Bona · Poliana Okimoto · Brazília |

## Eredmény
| Helyezés  | Úszó                                                    | Nemzetiség | Idő       |
| --------- | ------------------------------------------------------- | ---------- | --------- |
| Aranyérem | Thomas Lurz Christian Reichert Isabelle Härle           | GER        | 52:54.9   |
| Ezüstérem | Antonios Fokaidis Spyridon Gianniotis Kalliopi Araouzou | GRE        | 54:03.3   |
| Bronzérem | Allan do Carmo Samuel de Bona Poliana Okimoto           | BRA        | 54:03.5   |
| 4         | Jarrod Poort Simon Huitenga Melissa Gorman              | AUS        | 54:16.1   |
| 5         | Luca Ferretti Simone Ercoli Rachele Bruni               | ITA        | 54:34.0   |
| 6         | Andrew Gemmell Sean Ryan Haley Anderson                 | USA        | 54:44.7   |
| 7         | Damien Cattin-Vidal Bertrand Venturi Aurelie Muller     | FRA        | 55:26.3   |
| 8         | Evgeny Drattsev Sergey Bolshakov Elizaveta Gorshkova    | RUS        | 56:08.7   |
| 9         | Papp Márk Olasz Anna Risztov Éva                        | HUN        | 56:09.4   |
| 10        | Phillip Ryan Kane Radford Cara Baker                    | NZL        | 56:12.0   |
| 11        | Daniel Marais Chad Ho Kyna Pereira                      | RSA        | 56:34.7   |
| 12        | Eric Hedlin Philippe Guertin Zsofia Balazs              | CAN        | 57:13.7   |
| 13        | Yuto Kobayashi Yasunari Hirai Yumi Kida                 | JPN        | 58:00.0   |
| 14        | Weng Jingwei Han Lidu Cao Shiyue                        | CHN        | 58:02.6   |
| 15        | Guillermo Bertola Martin Carrizo Florencia Mazzei       | ARG        | 58:12.0   |
| 16        | Miguel Hernández Iván López Lizeth Rueda                | MEX        | 58:17.7   |
| 17        | Johndry Segovia Luis Bolanos Florencia Melo             | VEN        | 58:59.9   |
| 18        | Seifeddine Sghaier Badr Chebchoub Maroua Mathlouthi     | TUN        | 59:19.4   |
| 19        | Vitaliy Khudyakov Vladimir Tolikin Xeniya Romanchuk     | KAZ        | 1:00:15.8 |
| 20        | Ivan Enderica Ochoa Santiago Enderica Katia Barros      | ECU        | 1:00:32.6 |
| 21        | Youssef Hossameldeen Adel Ragab Laila El Basiouny       | EGY        | 1:01:02.2 |
| 22        | Ching Leung Sunny Poon Li Chun Hong Fiona On Yi Chan    | HKG        | 1:05:26.9 |